# 左旗增廿一
狐狸座24，又名BD+24 4075，HD 192944、SAO 88451、HR 7753，是狐狸座的一颗恒星，视星等为5.32，位于銀經64.61，銀緯-5.97，其B1900.0坐标为赤經20h 12m 30.3s，赤緯+24° -5.97′ 47″。